# Roystonea dunlapiana
Roystonea dunlapiana är en enhjärtbladig växtart som beskrevs av Paul Hamilton Allen. Roystonea dunlapiana ingår i släktet Roystonea och familjen Arecaceae. IUCN kategoriserar arten globalt som starkt hotad. Inga underarter finns listade i Catalogue of Life.

## Bildgalleri

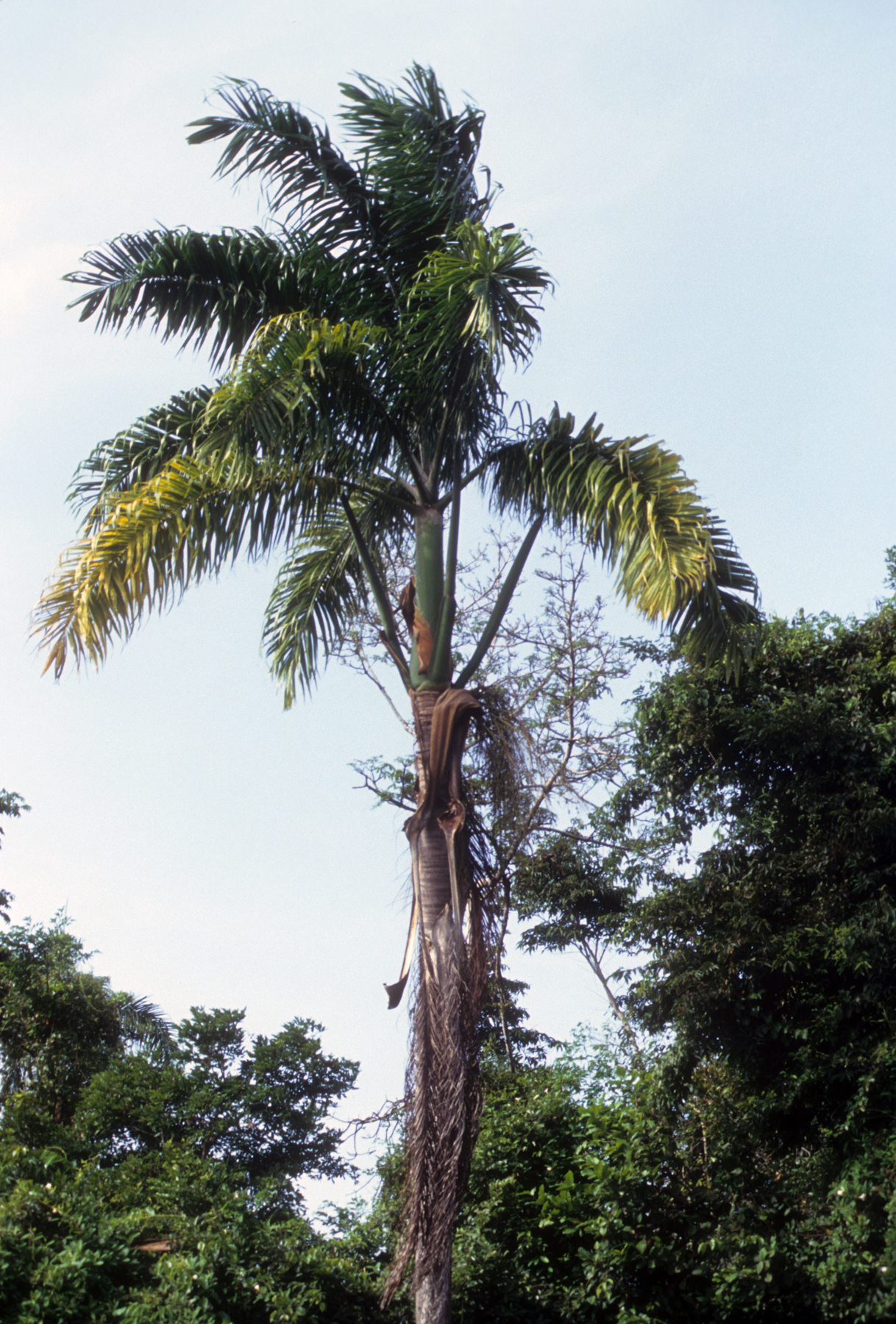